# كاثرين الأراغونية

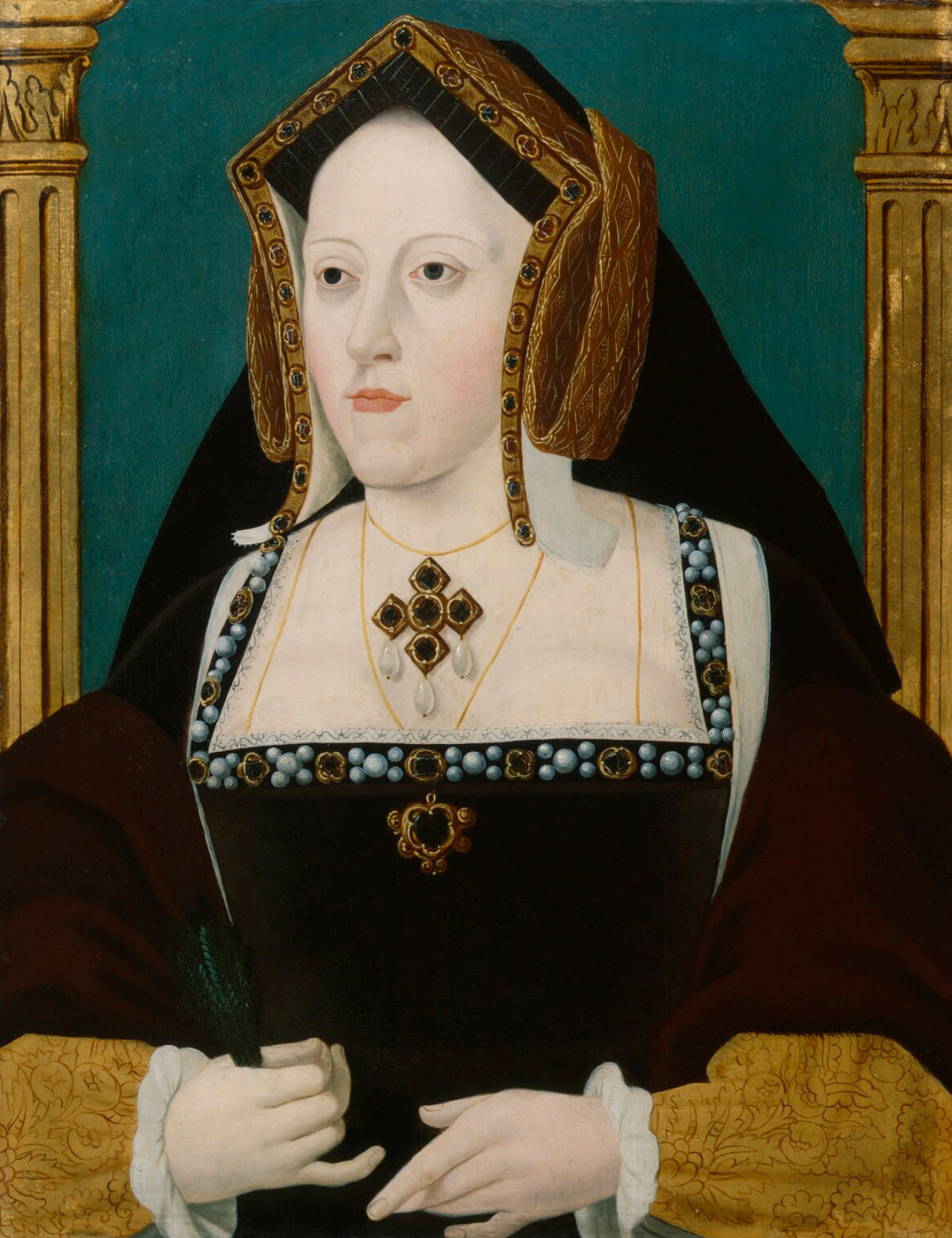
كاثرين من أراغون

'كاثرين من أراغون'في النطق الاسباني: كاتالينا (Catherine of Aragon) عاشت (16 ديسمبر 1485- 7 يناير 1536م) ملكة إنجلترا (1509 - 1533)هي الزوجة الأولى للملك هنري الثامن كانت البنت الصغرى لفرناندو الثاني ملك أراغون وإيزابيلا الأولى ملكة قشتالة وأنجبت ماري الأولى ملكة إنجلترا، إذ أن بينهما نسب مشترك عند جون غونت، دوق لانكاستر الأول، وأيضا هي سميت تيمناً بجدتها التي هي أبنته كاترين لانكاستر.
كانت كاثرين، ابنة إيزابيلا الأولى ملكة قشتالة وفرديناند الثاني ملك أراغون، عندما خطبت لأرثر، وريث عرش إنجلترا، وهي في سن الثالثة. تزوجا في عام 1501، لكن أرثر توفي بعد خمسة أشهر فقط. قضت كاثرين سنوات في حالة من عدم اليقين، وخلال هذا الوقت، شغلت منصب سفيرة لتاج أراغون في إنجلترا في عام 1507، وهي أول سفيرة معروفة في تاريخ أوروبا. تزوجت هنري قريبًا بعد توليه العرش في 1509. لمدة ستة أشهر في عام 1513، حكمت إنجلترا بينما كان هنري في فرنسا. خلال ذلك الوقت، تغلب الإنجليز على غزو اسكتلندي في معركة فلودين، حدث شاركت فيه كاثرين بدور مهم في خلال خطاب عاطفي عن الشجاعة والوطنية.
بحلول عام 1526، كان هنري مولعًا بآن بولين وغير راضٍ عن زواجه من كاثرين التي لم ينجب منها أي أبناء بقوا على قيد الحياة، مما جعل ابنتهما ماري وريثة للعرش في زمن لم يكن فيه هناك سابقة لامرأة على العرش. سعى لإلغاء زواجهما، مما أدى إلى سلسلة من الأحداث التي أدت إلى انشقاق إنجلترا عن الكنيسة الكاثوليكية. عندما رفض البابا كليمنت السابع إلغاء الزواج، تحدى هنري البابا بالافتراض بأنه السلطة العليا في الشؤون الدينية في إنجلترا. نتيجة لذلك، أُعلِنَ في عام 1533 عدم صِحَّة زواجهما وتزوج هنري آن وفقًا لحكم رجال الدين في إنجلترا، دون الرجوع إلى البابا. رفضت كاثرين قبول هنري الرأس الأعلى للكنيسة في إنجلترا واعتبرت نفسها زوجة وملكة صحيحة للملك، ما جلب لها تعاطفًا شعبيًا كبيرًا. اعترف هنري بها فقط كأميرة أرملة لويلز. بعد طردها من الحكم بواسطة هنري، عاشت كاثرين بقية حياتها في قلعة كيمبولتون، حيث توفيت هناك في يناير 1536 بسبب السرطان. احترم الشعب الإنجليزي كاثرين كثيرًا، وأحدث موتها حالة من الحداد الشديد. أصبحت ابنتها ماري أول ملكة إنجليزية مُسلَّم بها كاملًا في عام 1553.
فوضت كاثرين كتاب «تعليم المرأة المسيحية» لجوان لويس فيفس، الذي كان مثيرًا للجدل في ذلك الوقت، للملكة في عام 1523. كانت إنطباعات كاثرين قوية لدرجة أن خصمها توماس كرومويل قال عنها: «لو لم تكن امرأة، لكانت قادرة على مواجهة كل أبطال التاريخ». نجحت في الاستئناف لصالح حياة المتمردين الذين شاركوا في حادثة «أيفل ماي داي» من أجل أسرهم، وكسبت إعجابًا واسعًا أيضًا من خلال بدء برنامج شامل لمساعدة الفقراء. كانت كاثرين راعية للإنسانية في عصر النهضة وصديقة للعلماء الكبار إراسموس من روتردام وتوماس مور.

## نشأتها
ولدت كاثرين في قصر رئاسة الأساقفة في ألكالا دي هيناريس بالقرب من مدريد، في الساعات الأولى من 16 ديسمبر 1485. كانت أصغر الأطفال الباقين على قيد الحياة للملك فرناندو الثاني ملك أراغون وإيزابيلا الأولى ملكة قشتالة. كانت كاثرين قصيرة القامة، لديها شعر أحمر طويل، وعيون زرقاء واسعة، ووجه مستدير، وبشرة فاتحة اللون. انحدرت من جهة والدتها من سلالة لانكستر الملكية الإنجليزية؛ جدتها كاثرين من لانكستر التي أطلق عليها اسمها، وجدتها العظيمة فيليبا من لانكستر كانتا كلتاهما ابنتي جون أوف غونت وحفيات إدوارد الثالث ملك إنجلترا. نتيجة لذلك، كانت ابنة العم الثالة لوالد زوجها، هنري السابع ملك إنجلترا، وابنة العم الرابعة لأم زوجها، إليزابيث يورك.
تلقت كاثرين تعليمها من معلم خاص، أليساندرو جيرالديني، الذي كان رجل دين كهنوتي. درست الحساب، والقانون الكنسي والمدني، والأدب الكلاسيكي، وعلم الأنساب وعلم الأعلام، والتاريخ، والفلسفة، والدين، واللاهوت. نشأت وسط جو ديني وتنامى لديها إيمانها الكاثوليكي الروماني الذي لعب دورًا كبيرًا في حياتها لاحقًا. تعلمت اللغة الإسبانية الكاستيلية واللاتينية، وكانت تتحدث الفرنسية واليونانية. قال إيراسموس فيما بعد إن كاثرين «أحبت الأدب الجيد الذي درسته بنجاح منذ طفولتها». تلقت دروسًا في المهارات المنزلية مثل الطبخ والتطريز وصنع الدانتيل والخياطة والغزل والنسيج، وتعلمت أيضًا الموسيقى والرقص والرسم، بالإضافة إلى تلقي تعليم مدروس في الأدبيات الجيدة وبروتوكول القصر.
في سن مبكرة، اعتُبرت كاثرين زوجة مناسبة لأرثر، ولي العهد لعرش إنجلترا، نظرًا للنسب الإنجليزية التي ورثتها من والدتها. نظريًا، من خلال والدتها، كانت لدى كاثرين مطالبة مشروعة أقوى بالعرش الإنجليزي من الملك هنري السابع نفسه من خلال الزوجتين الأوليتين لجون أوف غونت، دوق لانكستر الأول: بلانش أوف لانكستر وكونستانس دي كاستيل. بالمقابل، انحدر هنري السابع من الزواج الثالث لغونت مع كاثرين سوينفورد، الذين وُلد أطفالهما خارج إطار الزواج وأصبحوا شرعيين بعد وفاة كونستانس وزواج جون من كاثرين. حُظر على أطفال جون وكاثرين أن يرثوا عرش إنجلترا، وهو قيد تجاهل في الأجيال لاحقة. بسبب نسب هنري الناشئ من أطفال غير شرعيين منعوا من الارتقاء إلى عرش إنجلترا، لم يكن النظام الحاكم لعائلة تودور مقبولًا من قبل كل الممالك الأوروبية. في ذلك الوقت، كانت أسرة تراستامارا الأعلى مقامًا في أوروبا بسبب حكم العائلة الملكية الكاثوليكية، ولذلك جعل تحالف كاثرين وأرثر من أسرة تودور مقبولًا في عيون الأسر الملكية الأوروبية وزاد من مطالبة تودور بالعرش الإنجليزي عبر نسب كاثرين الأراغونية. كان من شأن ذلك أن يمنح وليًا ذكرًا مطالبة بالعرش لا جدال فيه. تزوج الاثنان بالوكالة في 19 مايو 1499 وتبادلا الرسائل باللاتينية حتى بلغ أرثر الخامسة عشرة من عمره، حين قرر أنهما كانا كبيرين بما يكفي لبدء حياتهما الزوجية.
وصلت كاثرين إلى إنجلترا برفقة سفراء، من بينهم الكونت الثالث دي كابرا، وألونسو دي فونسيكا، رئيس أساقفة سانتياغو دي كومبوستيلا، وأنطونيو دي روخاس مانريك، أسقف مايوركا. جلبت معها مجموعة من مرافقيها الأفارقة، بمن فيهم أحد يُعرف باسم عازف البوق جون بلانكي. كانوا أول أفارقة يُسجل وصولهم إلى لندن في ذلك الوقت، واعتبروا خدمًا فاخرين. أحدثوا انطباعًا كبيرًا حول الأميرة وقوة عائلتها. كانت الحاشية الإسبانية لديها، بما في ذلك فرانسيسكو فيليبي، تحت إشراف وصيفتها المصاحبة، إلفيرا مانويل.
كان من المعتقد في البداية وصول كاثرين إلى غريفزند. عين عدد من السيدات الإنجليزيات لأن يكن جاهزات لترحيبها عند وصولها في أكتوبر 1501. كان من المقرر أن يرافقن كاثرين في أسطول من القوارب على نهر التايمز إلى برج لندن.

## ظهورها
في شبابها، وُصفت كاثرين بأنها «أجمل مخلوق في العالم» وأنه «لم يكن ينقصها شيء يجب أن تمتلكه أجمل الفتيات». أشار توماس مور ولورد هربرت لاحقًا في حياتها أنه من حيث مظهرها «كانت هناك قليلات من النساء اللواتي يمكن أن يتنافسن مع الملكة [كاثرين] في أوج شبابها».

## مملكة إسبانيا
اندمج تاج أراغون مع تاج قشتالة لتتكون مملكة إسبانيا، أصبحت مملكة فالنسيا عضوا في الملكية الإسبانية. اتحدت مملكة قشتالة ومملكة ليون مع مملكة أراجون واستطاع الملك فيرناندو الثاني والملكة إيزابيلا الأولى، بالاستيلاء على الممالك العربية في الأندلس الواحدة تلو الأخرى إلى أن سقطت في أيديهم غرناطة آخر قواعد المسلمين سنة 1492.
ضمنت إيزابيلا الاستقرار السياسي طويل الأجل في إسبانيا عن طريق ترتيب الزيجات الاستراتيجية لكل من أطفالها الخمسة. أول بنت اسمها إيزابيلا، تزوجت أولا من من أمير البرتغال (لقب وريث العرش) أفونسو، من المهم إقامة علاقات بين هذين دول الجوار ولضمان مستقبل التحالف، ولكن سرعان مما مات الأمير وتزوجت من الملك التالي مانويل الأول وأنجبت له ميغيل دا باز وأصبح (أمير البرتغال وأستورياس «لقب وريث عرش إسبانيا») توفت إيزابيلا بعد ولادته وتوفى هو الآخر بعد فترة قليلة من ولادته، وابنة إيزابيلا الثانية خوانا، تزوجت من فيليب الوسيم، ملك بوهيميا (النمسا) والمعنون من التاج من الإمبراطور الروماني المقدس وقد كفل هذا التحالف مع الإمبراطورية الرومانية المقدسة الإقليم القوي، بعيدة المدى الذي أكد مستقبل الأمن السياسي في إسبانيا. تزوج ابن إيزابيلا الأول والوحيد، خوان من مارغريت النمسا، والحفاظ على علاقات مع عائلة هابسبورغ النمساوية، وعلى إسبانيا التي كانت تعتمد إلى حد بعيد. تزوجت ماريا الابنة الرابعة لها من مانويل الأول من البرتغال بعد وفاة أختها الكبرى، وكان من المحتمل أن تتزوج من جيمس الخامس ملك إسكتلندا فيمكن لكاثرين المتزوجة من آرثر وماريا محافظة على السلام بين أزواجهن، ولكن التخطيط تغيير بعد وفاة أختها إيزابيلا، وهي ابنة الخامسة والأخيرة تزوجت أولا من آرثر ولكنه توفى مبكراً وثم تزوجت من هنري الثامن، ملك إنكلترا، وكانت والدة الملكة ماري الأولى، أيضا خوانا أختها الكبرى سمت أبنتها الصغرى كاثرين تيمنا لها، وأصبحت لاحقا ملكة البرتغال بزواجها من جواو الثالث ملك البرتغال·

## زواج كاثرين
تزوجت كاثرين عام 1501م من آرثر، الأخ الأكبر للملك هنري، إلا انها ترملت بعد ستة أشهر فقط، فتم تزويجها من هنري الثامن عام 1509م. أنجبت خمسة أطفال، توفوا كلهم أثناء الولادة عدا الطفلة ماري (والتي أصبحت الملكة ماري الأولى). أصبح الملك مقتنعا بعجز «كاثرين» عن انجاب وريث ذكر، ولما كان متعلقا بـ"آن بولين"، أخذ يختلق الأعذار لإبطال زواجه منها كقوله بأن زواجها من أخيه يجعل ارتباطه بها لاغيا. انفصل هنري عنها وأرسلت لتعيش في عزلة عن العالم إلا أنها لم تعترف بطلاقها منه وكذا كان موقف البابا في روما. قاد هذا الموقف الأخير الملك هنري الثامن إلى إعلان انفصال إنجلترا عن الكنسية البابوية.